# Kobrynka
Die Kobrynka (belarussisch Кобрынка, russisch Кобринка) ist ein kleiner Fluss in der Breszkaja Woblasz in Belarus. Die Länge des Flusses beträgt 11,5 Kilometer. Der Fluss entspringt in der Nähe des Dorfes Isabelin im Rajon Kobryn und mündet in der Stadt Kobryn in den Muchawez. Kobrynka ist ein kanalisierter Fluss und wird auch als Kobrynski Kanal bezeichnet. Das durchschnittliche Gefälle des Flusses beträgt 0,5 ‰.